# Dolchamar
Dolchamar (читається "Дольчамар", також Dolcxamar, есп. dolcxa - солодкий, есп. amara - гіркий) - фінський есперантомовний музичний гурт, що з'явився в 1999 в Лондоні, і зараз знаходиться в Фінляндії. Вони грають ритмічний рок та хіп-хоп, і співають на есперанто. Група змінила ім'я з Dolcxxamar на Dolchamar в 2003. Грає на концертах багатьох есперанто-заходів.

## Склад
- Piechjo (Патрік Остін) – вокал, акустична гітара
- Ганну Лінкола  – перкурсія
- Андрей Димітресцу – клавішні, піаніка
- Себастьян Димітреску – басгітара

### Колишні учасники
- Leena Peisa (2003–2005) - клавішні, вокал

## Дискографія

### Trejn Tu Noŭer (2009)
Назва альбому - есперанто транслітерація англ. Train to nowhere.
1. Trejn Tu Noŭer
2. 2Gether 4Awhile
3. M.T.R.
4. River
5. Clavis
6. Ni Festis Unu Nokton
7. Experimento música
8. La Pordisto
9. Ho Abio
10. -if-
11. Des Pli
12. La Fariseo

### Rebela Sono (2005)
1. Junaj idealistoj
2. Himno de Esperhe
3. Akcidentoj
4. Ni chiuj ni
5. ...Kaj chi tio povas ighi nenio
6. Kontra krusadanto
7. Solaj paroj
8. Subamighi
9. Simia kaptilo
10. Kr3yza festema injo
11. Chinokta sento
12. En Grekia

### Elektronika kompilo (2003)
Dolchamar записав дві композиції

### Lingvo Intermonda (2000)
Як частина Kolekto 2000
1. Malbonulo
2. Ĉu vi pretas
3. Urbega nimfo
4. Pacman
5. Mi volas pli
6. ...kaj pli
7. Tunel' tra la ter'
8. Lingvo intermonda
9. F--iĝu!

### Kun ikso (demo)(1999)
1. Malbonulo
2. Pacman
3. Mi volas pli